# Firnspiegel

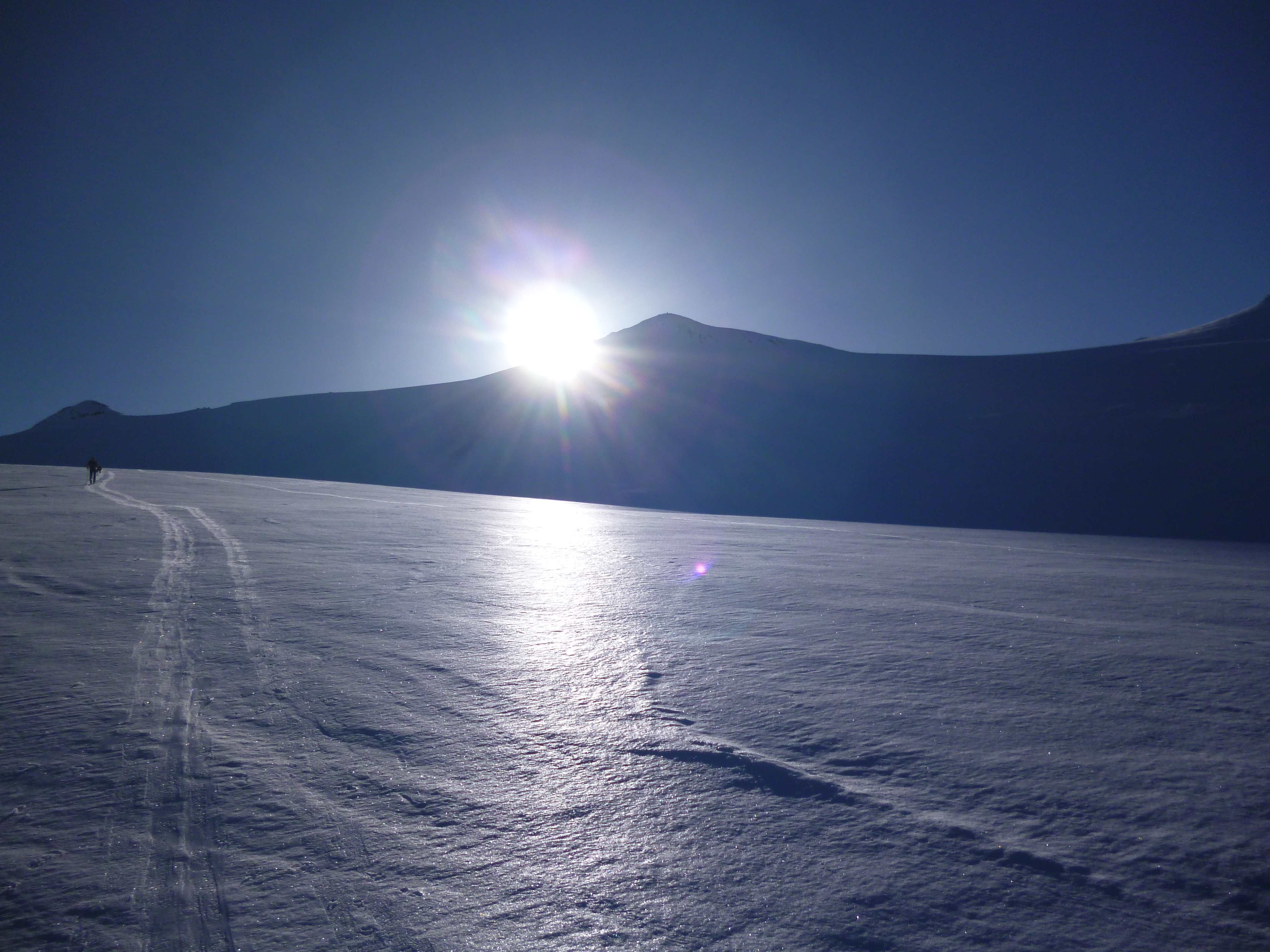
Firnspiegel auf dem Rhonegletscher im Juni 2014

Als Firnspiegel bezeichnet man eine großflächige, sehr dünne Eisschicht an der Schneeoberfläche mit hohem Reflexionsvermögen. Sie entsteht unter Zusammenwirkung von Sonneneinstrahlung, Schmelzprozessen, Wind und Wärmeabstrahlung bei den passenden Bedingungen. Dabei entsteht eine im Sonnenlicht mitunter fast metallisch anmutende Oberfläche einer Altschneedecke. Dieses Phänomen tritt besonders im Spätwinter oder Frühjahr bei starker Sonneneinstrahlung auf.

## Entstehung
Bei Entstehung eines Firnspiegels wird ein Teil des durch Sonneneinstrahlung schmelzenden Wassers zwischen den gröberen Körnern einer Altschneedecke festgehalten und es gefriert bei Sonnenuntergang wieder. Zwischen den Körnern bilden sich so dünne Eisscheiben, die zu einer Art Eishaut zusammenwachsen. Die Sonnenstrahlen können diese durchsichtige Haut durchdringen und den darunterliegenden Schnee schmelzen. Folglich kann sich zwischen der Eishaut des Firnspiegels und dem darunterliegenden Schnee ein Hohlraum bilden und die Eishaut liegt nur an wenigen Stellen auf dem darunterliegenden Schnee auf. Der Firnspiegel selbst kühlt sich durch Ausstrahlung sowie Verdunstung ab und kann sich von unten her durch Resublimation erneuern.

## Begriff
Geprägt wurde der Begriff „Firnspiegel“ von Wilhelm Paulcke, der sich Anfang des 20. Jahrhunderts mit Lawinenforschung befasste. Der deutsche Begriff wurde auch im englischsprachigen Raum übernommen, das Phänomen wird aber dort auch als “sun crust”, “firn mirror” oder “ice mirror” bezeichnet.

## Alpinismus
Das Auftreten eines Firnspiegels zeigt an, dass der Schnee verfirnt ist und sich verfestigt hat. Somit zeigt dies für den Skibergsteiger tendenziell gute Verhältnisse an, da spontane Lockerschneelawinen nicht mehr zu erwarten sind. Fällt auf einen Firnspiegel Neuschnee, ist von entscheidender Bedeutung, ob die Oberfläche während des Schneefalls feucht ist. Ist es während des Schneefalls sehr kalt und die Oberfläche daher trocken, entsteht keine starke Verbindung des Neuschnees mit der Altschneedecke. Es kann sich somit an dieser Stelle eine Schwachschicht im Schneedeckenaufbau bilden, an der die aufliegende Schneeschicht bei Belastung abrutscht.
Der Firnspiegel ist nicht zu verwechseln mit Schmelzharsch oder Bruchharsch. Solcher entsteht, wenn eine Schneedecke durch Erwärmung auftaut, durchfeuchtet wird und wieder gefriert, insbesondere wenn sich diese Vorgänge mehrfach wiederholen.